# Ermita de Nuestra Señora de la Natividad

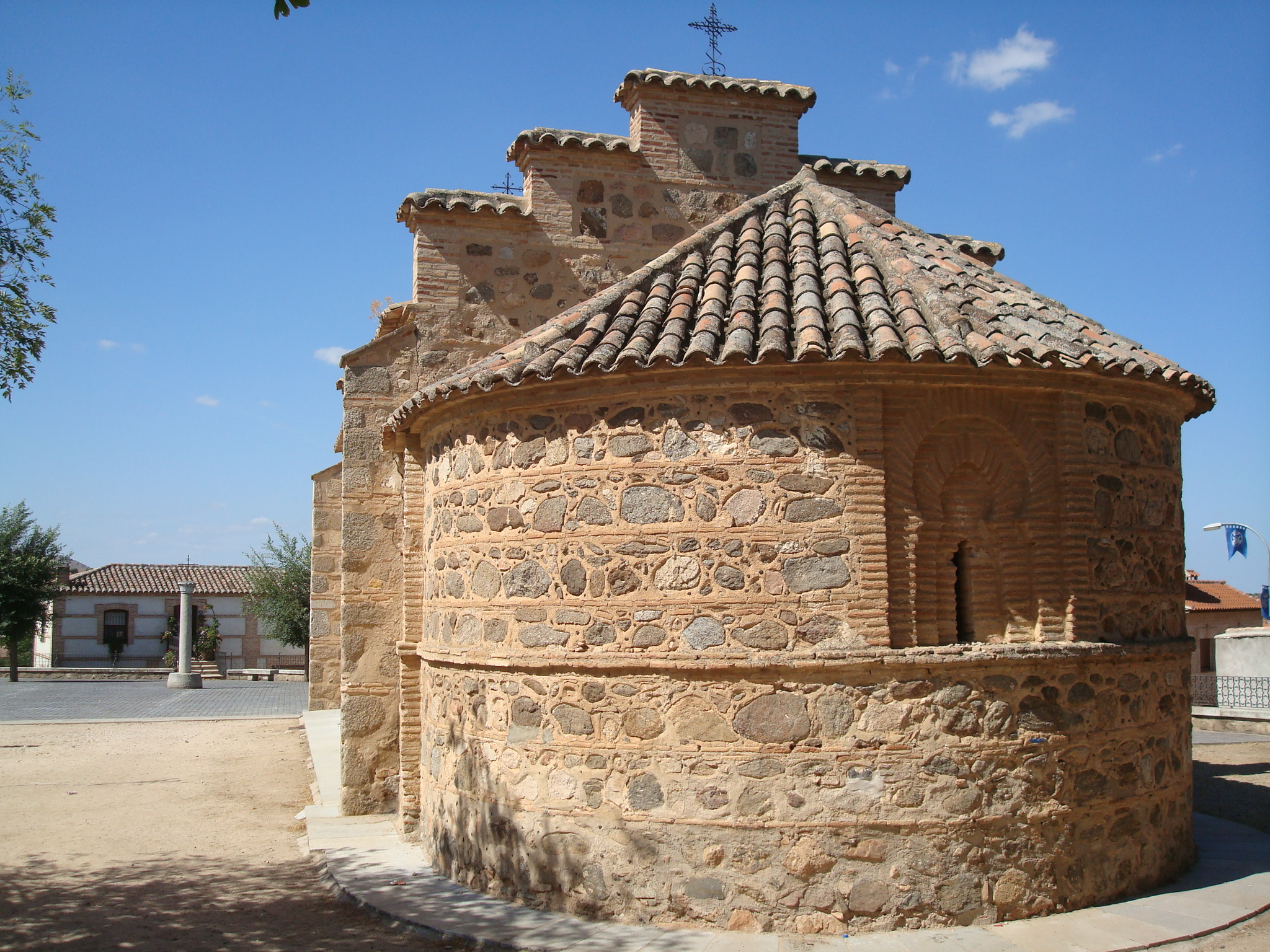
El ábside mudéjar de la ermita de Guadamur.

La ermita de Nuestra Señora de la Natividad es una ermita de Guadamur, en la provincia de Toledo, España. Situada en el cerro del mismo nombre, domina el pueblo desde el este y se encuentra muy cerca del castillo de Guadamur.

## Estilo
Es de estilo mudéjar temprano (siglos XIII-XIV). En la villa existía la tradición de una remota aparición milagrosa. La mención más antigua del culto en la ermita data de 1611. El cuadro que se venera en el altar era en su origen un icono bizantino que representaba a Santa Ana con la Virgen niña en los brazos. El cuadro actual ha sufrido constantes restauraciones y retoques a lo largo de su historia, de manera que queda muy lejos del original, que a su vez sería copia de otra pintura o de algún mosaico. 
De la traza original de la ermita sólo se conserva el ábside semicircular de mampostería con esquinas de ladrillo por único adorno, y un par de arcos concéntricos ciegos, de herradura uno y de herradura apuntado el otro, de clara factura mudéjar. La cúpula de ladrillo se acopla al medio punto del arco toral de la nave, solución rarísima y de técnica rudimentaria, por aproximación de hiladas. La última reconstrucción es de 1976. 
Del techo del ábside penden hoy sobre el altar las reproducciones de las coronas visigóticas del tesoro de Guarrazar, hallado en Guadamur en 1858.